# فارايتي (مجلة)
فارايتي هي مجلة تجارية أسبوعية أمريكية وموقع تجاري مملوك لشركة Penske Media Corporation. تأسست من قبل سيم سيلفرمان في نيويورك في عام 1905 كجريدة أسبوعية تقدم تقارير عن المسرح والفودفيل. في عام 1933 أضافت المجلة يومية فارايتي في لوس أنجلوس، لتغطية صناعة الصور المتحركة. فيما يتميز موقع Variety.com بخصائص الترفيه العاجلة والمراجعات ونتائج شباك التذاكر وقصص الغلاف ومقاطع الفيديو ومعارض الصور بالإضافة إلى قاعدة بيانات ومخططات الإنتاج والتقويم مع محتوى الأرشيف الذي يعود تاريخه إلى عام 1905.

## وصلات خارجية
- فرايتي على موقع ديسكوغز (الإنجليزية)